# Ренье, Матюрен
Матюрен Ренье (фр. Mathurin Régnier; 21 декабря 1573, Шартр — 22 октября 1613, Руан) — французский поэт-сатирик. Один из родоначальников французской сатиры, видный представитель французской литературы периода возникновения классицизма и продолжатель идей поэтического объединения «Плеяда».

## Биография
Сын чиновника, буржуа. Его дядей по матери был поэт Филипп Депорт, пользовавшийся большим влиянием при королевском дворе, под влиянием которого Ренье рано проявил склонность к поэзии, натолкнувшуюся на энергичное сопротивление отца. Чтобы освободиться от влияния семьи, М. Ренье поступил в секретари к кардиналу Франсуа де Жуайезу, с которым в 1593 году отправился в Рим. Позже был там же секретарём французского посланника. После многих лет постоянных поездок на службе у кардинала и посла около 1605 года вернулся во Францию, где воспользовался гостеприимством Депорта.
В конце жизни в 1609 году получил должность каноника Шартре, и вместе с ней достаток и свободу. Вследствие бурного образа жизни умер сравнительно рано.

## Творчество

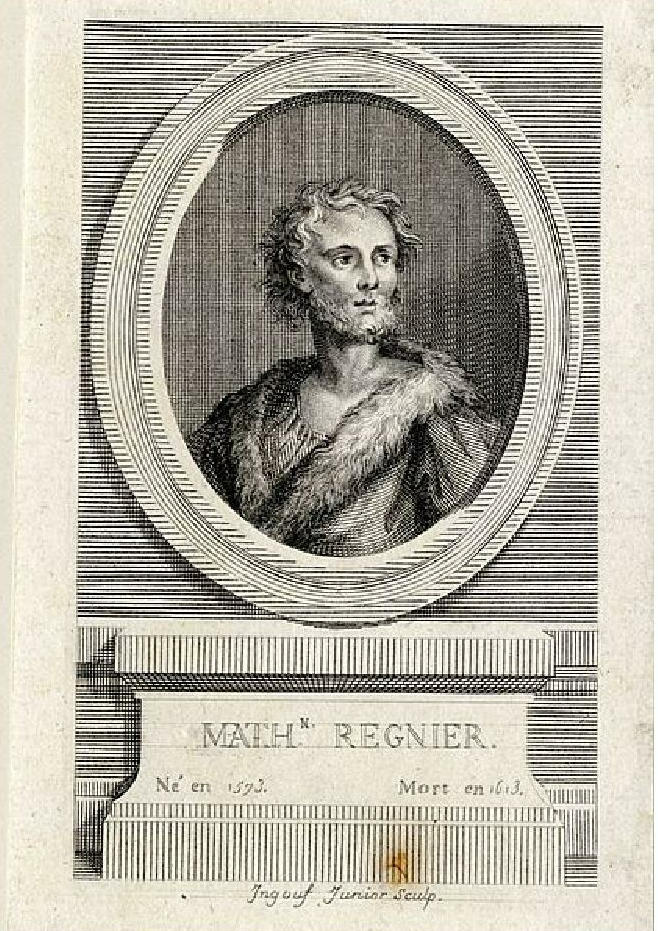

Автор сатирических стихов, эллегий, сонетов, эпиграмм и другого. Продолжатель традиций Рабле и Маро, вобравший опыт «Плеяды» и уроки Ф. Малерба.
Собрания его произведений выходили в Амстердаме (1729), Лондоне (1733), Париже (1608, 1612, 1780, 1808, 1822, 1853, 1860, 1867, 1875).
Находясь под влиянием поэзии Горация и Ювенала и философии Монтеня создал своё главное произведение — 16 сатир на французское общество (Satires 1608—1613), где дана картина жизни французского общества на рубеже XVI‒XVII веков. Бытовой элемент и точные социальные и психологические характеристики сочетаются у него с философскими и морально-этическими обобщениями.
Особенно замечательны сатиры М. Ренье, реальные и меткие изображения тогдашней жизни. Знаток римских, итальянских и французских сатириков, поклонник Ронсара и «Плеяды», он многое заимствовал у своих учителей, не став их слепым подражателем. Истинный художник, он слаб лишь там, где хочет быть моралистом; от этого недостатка свободны его сатиры, представляющие яркую картину парижского быта и действующие своими жизненными фигурами сильнее всяких отвлеченных проповедей. Из них особенно известны: «Goût décide de tout», «Honneur ennemi de la vie», «Régnier apologiste de lui-même», «Mauvais repas», «Mauvais lieu», где выведена знаменитая Macette — старая лицемерка вроде Тартюфа. Есть у него также сатира, направленная против Малерба («A. M. Rapin»), противника его дяди, Депорта.
Поэта считали родоначальником французской сатиры, произведения которого отличались самобытностью и силой, чуждыми его непосредственным предшественникам. Замечателен его язык, грубый и иногда непристойный, но смелый, оригинальный, близкий к народной речи, образный, ясный и выразительный. Его сатиры одобрял Буало, видевший в нём «лучшего знатока нравов до Мольера» (Réfléxions sur Longin), одобряли и новейшие романтики, особенно Альфред де Мюссе, давший яркую и панегирическую характеристику Ренье в послании Sur la paresse.